# Ruta del mevalonat

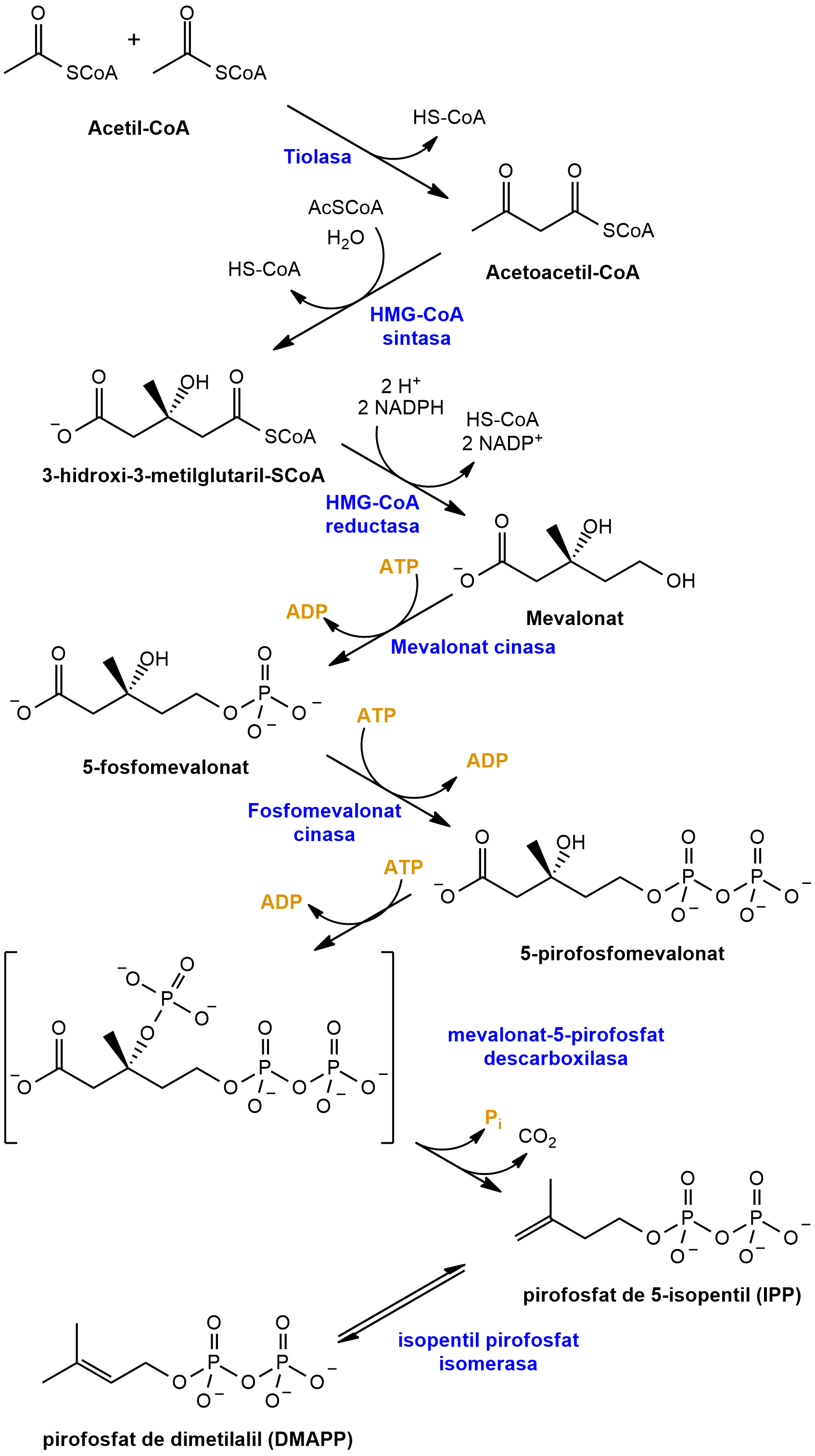
Ruta del mevalonat

La ruta del mevalonat és la ruta metabòlica cel·lular de formació de difosfat de dimetilal·lil (DMAPP) i difosfat d'isopentil (IPP) a partir d'acetil-CoA. Aquesta ruta biosintètica, present en tots els eucariotes superiors i alguns bacteris, és fonamental en la biosíntesi de diverses famílies de molècules, com els terpens i terpenoides o els esteroides.

## Etapes
En primer lloc, l'acetoacetil-CoA acetiltransferasa (ACAT) catalitza la condensació de dues molècules d'acetil-CoA per formar-ne una d'acetoacetil-CoA
Mitjançant l'HMG-CoA sintasa, una altra molècula d'acetil-CoA condensa amb l'acetoacetil-CoA per formar el 3-hidroxi-3-metilglutaril-coenzim A (HMG-CoA).
Aquest HMG-CoA es redueix mitjançant l'HMG-CoA reductasa per formar el mevalonat.
La mevalonat cinasa transfereix un grup fosfat al mevalonat per formar el 5-fosfomevalonat.
Un altre grup fosfat s'afegeix, mitjançant la fosfomevalonat cinasa, per formar el 5-pirofosfomevalonat.
Mitjançant la fosforilació del grup hidroxil, seguida de la descarboxilació i l'alliberament d'un grup fosfat, la pirofosfomevalonat descarboxilasa transforma el pirofosfomevalonat a pirofosfat d'isopentil.
Finalment, la isomerització mitjançant la isopentil pirofosfat isomerasa dona lloc al difosfat de dimetilal·lil (DMAPP).